# Antonín Zgarbík
Antonín Zgarbík (27. srpna 1913, Jankovice – 22. ledna 1965, Valdice) byl český katolický kněz a jezuita, viceprovinciál české provincie Tovaryšstva Ježíšova a jedna z obětí komunistického režimu.
Antonín Zgarbík studoval na gymnáziu na Velehradě a v roce 1930 vstoupil do noviciátu jezuitského řádu. Vystudoval filosofii (v Lublinu) a teologii (v Maastrichtu), v roce 1940 byl vysvěcen na kněze. Stal se pomocníkem novicmistra a v roce 1944 superiorem u sv. Ignáce v Praze. Téhož roku byl zatčen nacisty a uvězněn v Terezíně. Po osvobození krátce pobýval v Praze a později se přesunul na Velehrad, kde byl magistrem noviců, krom toho byl rektorem koleje při Biskupském gymnáziu v Brně.
Provinciál jezuitů František Šilhan jej v roce 1950 těsně před svým zatčením jmenoval viceprovinciálem. V rámci Akce K byl Zgarbík internován v koncentračním klášteře v Želivě, určeném pro prominentní a obzvláště nebezpečné členy řádů. V roce 1956 byl tento klášter zrušen a Zgarbík byl převezen do kláštera Hora Matky Boží u Králík. Zde byl v říjnu 1959 zatčen. V březnu 1960 byl ve vykonstruovaném procesu s členy jezuitského řádu odsouzen k 16 letům těžkého žaláře.
Byl vězněn v Mírově a Valdicích. Ve vězení onemocněl zápalem plic, v důsledku odepření nezbytné lékařské péče trpěl doživotními následky (dušnost a těžké astma). Poté mu byl na rok přerušen trest (po opakovaných urgencích sestry na nejvyšších místech), nicméně následky onemocnění už nebylo možno vyléčit. Po roce se musel vrátit do mírovské věznice, kde mu byly odpírány léky a lékařská péče. Zde zemřel v důsledku astmatického záchvatu a neposkytnutí lékařské a první pomoci.